# Realpolitik

Realpolitik (din germană real;  „real”, „practic” ori „tangibil” și  Politik; „politică”, pronunție în germană [ʁeˈaːlpoliˌtiːk]) este politica sau diplomația bazată în principal pe considerentele circumstanțelor date, mai degrabă decât pe noțiuni ideologice explicite sau premise morale și etice. În acest sens, împărtășește aspecte ale demersului său filosofic cu cele ale realismului și pragmatismului. Este adesea denumit simplu „pragmatism” în politică, de ex. „urmărirea politicilor pragmatice”. Termenul Realpolitik este uneori folosit peiorativ pentru a descrie politici percepute ca fiind coercitive, imorale sau machiavelice.

## Originea termenului
Termenul Realpolitik a fost inventat de Ludwig von Rochau, un scriitor și politician german din secolul al XIX-lea. În cartea sa din 1853 „Grundsätze der Realpolitik angewendet auf die staatlichen Zustände Deutschlands”, el descrie sensul termenului: 
„ Studiul forțelor care formează, mențin și modifică statul este baza întregii intuiții politice și duce la înțelegerea faptului că legea puterii guvernează lumea statelor la fel cum legea gravitației guvernează lumea fizică. Științele politice mai vechi erau pe deplin conștiente de acest adevăr, dar au tras o concluzie greșită și dăunătoare - dreptul celuir mai puternic. Epoca modernă a corectat această falie incorectă moral, dar, în timp ce rupea cu pretinsul drept al celui mai puternic, era modernă era prea înclinată să treacă cu vederea adevărata forță a celuir mai puternic și inevitabilitatea influenței sale politice.”
Istoricul John Bew sugerează că, în zilele noastre, ceea ce înțelegem noi este diferit față de sensul inițial al termenului Realpolitik. Realpolitik a apărut în Europa la mijlocul secolului al XIX-lea la confluența Iluminismului cu formarea statului și politica puterii.
Conceptul, susține Bew, a fost o încercare timpurie de a oferi un răspuns la problema găsirii modului de realizare a obiectivelor iluministe liberale într-o lume care nu respectă regulile iluminismului liberal.
Ziaristul și reformatorul politic liberal Von Rochau a inventat termenul în 1853 și a adăugat un al doilea volum în 1869, care a rafinat în continuare argumentele sale anterioare. Rochau, exilat la Paris până la Revoluția din 1848, s-a întors acasă în timpul revoluției și a devenit o figură cunoscută în partidul liberal național.  Pe măsură ce realizările liberale ale Revoluțiilor din 1848 au fost anulate de guvernele autoritare sau au fost desființate de forțele sociale puternice precum religia și naționalismul, Rochau – potrivit lui Bew – a început să analizeze profund modul în care munca pe care o începuse cu un asemenea entuziasm eșuase să ofere rezultate de durată. El a spus că marea realizare a Iluminismului a fost demonstrarea faptului că puterea nu este în mod necesar corectă. Greșeala făcută de liberali a fost presupunerea că legea celor puternici a dispărut brusc doar pentru că s-a dovedit a fi nedreaptă. Rochau a scris că „pentru ca să dărâmi zidurile Ierihonului, politicianul realist știe că târnăcopul simplu este mai folositor decât trompeta puternică”. Conceptul lui Rochau a fost preluat de gânditorii germani de la mijlocul și sfârșitul secolului al XIX-lea și a fost asociat cu diplomația lui Otto von Bismarck din timpul procesului de   unificare a  Germaniei. Până la sfârșitul secolului al XIX-lea, termenul Realpolitik a cunoscut o largă răspândire, dar tot mai depărtată de sensul lui inițial.

## Realismul politic în relațiile internaționale
În timp ce „Realpolitik” se referă la practica politică, conceptul de realism politic în relațiile internaționale se referă la un cadru teoretic menit să ofere explicații pentru evenimentele din domeniul relațiilor internaționale. Teoria realismului politic pleacă de la presupunerea că statele – ca actori în arena internațională – își urmăresc interesele prin practicarea „Realpolitikului”. În schimb, Realpolitik poate fi descrisă ca exercițiul politic care este în conformitate cu teoriile acceptate ale realismului politic. În ambele cazuri, ipoteza generală de lucru este aceea că politica se bazează în principal pe urmărirea, deținerea și aplicarea puterii. Cu toate acestea, unii realiști ai relațiilor internaționale, precum Kenneth Waltz, au privit politica de stat ca pe o acțiune care urmărește supraviețuiriea sau  securitatea, mai degrabă decât căutarea puterii de dragul puterii.

## Istoric și domenii
Vedeți Realismul în relațiile internaționale pentru domeniile și antecedentele mai relevante pentru diplomația contemporană și pentru paradigma modernă a relațiilor internaționale. 
- Sun Tzu, strategul militar chinez autor al Artei războiului, care a prefigurat elemente dezvoltate mai târziu de Realpolitik.
- Thucydides, istoric grec autor al Istoriei Războiului Peloponesiac, care este citat ca un înaintaș intelectual al Realpolitik.
- Chanakya (ori Kautilya), un om de stat și scriitor indian timpuriu, autor al  Arthashastra.
- Ibn Khaldun, istoric arab musulman, unul dintre părinții fondatori ai istoriografiei moderne, autorul istorie universale Muqaddimah.
- Han Fei, savant chinez, autor al teoriei legalismului și care a activat la curtea regelui Qin — unificatorul de mai târziu al Chinei. Teoria sa este cunoscută  cu numele „Două Mânere” (pedeapsă și recompense ca instrumente de guvernare). El a a luat în discuție un conducător neutru, manipulator, care ar acționa ca șef de stat în timp ce ar controla în secret executivul prin miniștrii săi – cei care își asumă responsabilitatea reală pentru orice decizie politică.
- Niccolò Machiavelli, filozof politic italian, autor al Il Principe , în care susține că singurul scop al unui prinț (politician) este cucerirea puterii, indiferent de considerațiile religioase sau etice. Există o dezbatere savantă despre natura și moralitatea sfaturilor sale.
- Cardinalul Richelieu, om de stat francez,  care a eliminat dizidența internă și a condus Franța spre o poziție dominantă în afacerile externe.
- Thomas Hobbes, filozof englez autor al  Leviatanului în care a declarat că omul este dispus în mod natural să ducă un „război al tuturor împotriva tuturor”.
- Frederic cel Mare, rege la Prusiei, care a transformat regatul într-o mare putere europeană prin mijloace militare și diplomație.
- Charles-Maurice de Talleyrand-Périgord, diplomat francez activ în mai multe sisteme politice.
- Klemens Wenzel von Metternich, om de stat austriac, oponent al revoluțiilor politice.
- Carl von Clausewitz, general și strateg prusac, autor al  Vom Kriege (Despre război).
- Camillo Benso Conte de Cavour, om de stat italian care a reușit prin diplomație să transforme Regatul Sardiniei într-o nouă mare putere în Europa, ajungând să conducă la apogeul carierei sale politice Italia, o țară de cinci ori mai mare decât Regatul Sardiniei, țara în care venise la putere.
- Otto von Bismarck, om politic prusac, cunoscut crearea sistemului echilibrului puterii în Europa. Echilibrul puterii a însemnat conform principiilor Realpolitik păcii și evitarea pe cât era posibil a declansării unor curse ale înarmării.
- Printre susținătorii realismului politic internațional din secolul al XX-lea se numără Hans Morgenthau, Henry Kissinger și Charles de Gaulle.
- Teoria celor trei lumi a lui Mao Zedong este descrisă drept „Realpolitik” de către criticii săi, inclusiv de către Enver Hodja, care susțin că teoria nu se bazează pe o fundamentare ideologică puternică și folosea doar pentru a justifica raportul cu lumea occidentală.

### Europa

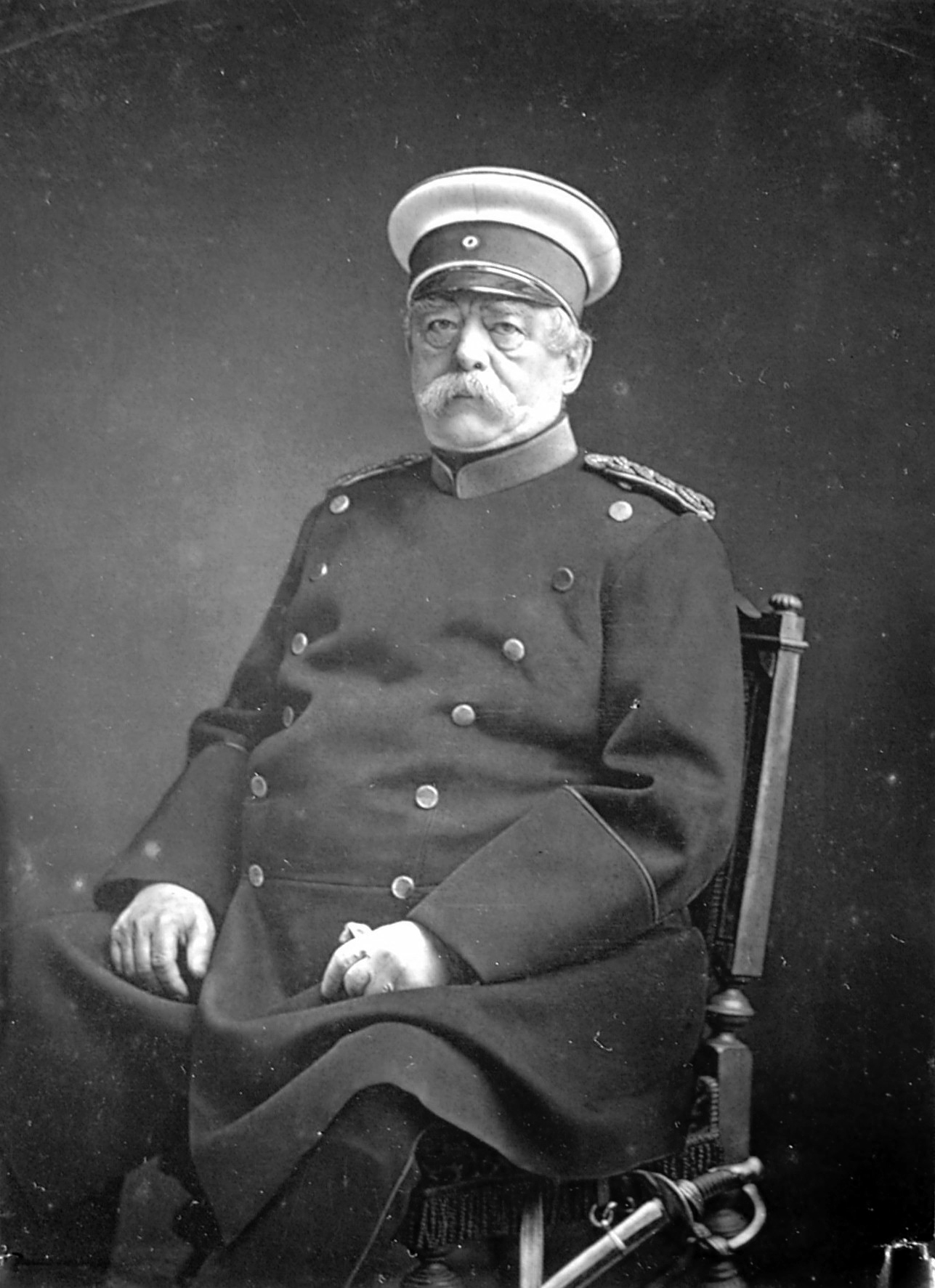
Otto von Bismarck, omul de stat german asociat de cele mai multe ori cu Realpolitik

În Statele Unite, termenul este adesea considerat similar cu politica de forță, în timp ce, în Germania, realpolitik are o conotație ceva mai puțin negativă, referindu-se la politici realiste în opoziție cu politici idealiste (sau nerealiste). Realpolitik este asociat în special cu epoca naționalismului secolului al XIX-lea. Politicile realpolitik au fost folosite ca răspuns la eșecul revoluțiilor din 1848 ca mijloc de pentru consolidarea statele și întărea ordinii sociale.
Cel mai cunoscut susținător german al Realpolitikului a fost Otto von Bismarck, primul cancelar (1862-1890) al  lui  Wilhelm I al Prusiei . Bismarck a folosit realpolitik  în încercarea sa de obținere rolului conducător al Prusiei în Germania. El a manevrat problemele politice precum Chestiunea Schleswig-Holstein și candidatura Hohenzollernilor pentru a antagonizarea altor țări și a provocarea de războaie, dacă este necesar, pentru a-și atinge obiectivele. Asemenea abordări sunt caracteristice lui Bismarck, demonstrând o viziune pragmatică a lumii politice „reale”. Un alt exemplu a fost disponibilitatea sa de a adopta unele politici de stânga ale socialiștilor, cum ar fi asigurarea angajaților și pensiile; în acest sens, el a folosit mici modificări de sus în jos pentru a evita posibilitatea unei schimbări majore de jos în sus. De asemenea, mișcarea aparent ilogică a Prusiei de a nu pretinde un teritoriu de la  Austria învinsă , mișcare care a dus mai târziu la unificarea Germaniei, este un exemplu adesea citat de realpolitik. 
Anexarea de către Germania condusă de  Adolf Hitler în 1938 a regiunii din Cehoslovacia locuită de minoritatea germană, așa numita Sudetenland, a fost descrisă de asemena ca realpolitik. La început, Hitler a cerut fără succes președintelui ceh Edvard Beneš să predea această regiune a țării. Cu toate acestea,  Prim-ministrul britanic Neville Chamberlain a fost de acord prin semnarea Acordului de la München cu cedarea Sudetenland lui Hitler în speranța (care s-a dovedit nerealistă) că va fi împiedicat un viitor război european. Cum Regatul Unit devenea garantul independenței Cehiei, Hitler era sigur că opinia lui  Beneš în această problemă este irelevantă, atâta vreme cât Chamberlain era dispus să accepte pretențiile germanilor. 
E. H. Carr a fost un realist liberal, istoric de stânga și teoretician al  realațiilor intenaționale care a fost apărătorul politicii internaționale realiste versus celei idealiste.  Carr a descris realismul ca acceptare a ceea ce există și este corect sau drept convingerea că nu există realitate sau forță în afara istoriei, ca de exemplu Dumnezeu. El a susținut că în realism nu există o dimensiune morală și că ceea ce are succes este corect și ceea ce nu reușește este greșit. Carr a fost convins că bolșevicii erau sortiți să câștige războiul civil rus și a fost de acord în temeiul Realpolitikcu  opoziția prim-ministrului David Lloyd George la ideile anti-bolșevice ale ministrului de război Winston Churchill în temeiul „Realpolitik”. În opinia lui Carr, sprijinul acordat de Churchill mișcării Albe a fost o prostie, de vreme ce Rusia avea să devină  din nou o mare putere sub conduerea bolșevicilor.

### Statele Unite
Realpolitika în America a fost promomată  în a doua jumătate a secolului trecut de americano-plonezul Zbigniew Brzezinski, care avea să devină consilierul pentru probleme de securitate națională al lui Jimmy Carter. Spre deosebire de ostlitatea epocii McCarthy și de opțiunea pentru „eliberare militară” a blocului răsăritean a lui John Foster Dulles, Brzezinski a  propus o „logodnă pașnică” cu Uniunea Sovietică președinților John F. Kennedy și Lyndon B. Johnson. Brzezinski, neinteresat de promovarea propagandei anti-sovietice în beneficiul Statelor Unite, a considerat că americanii vor avea mai mult succes prin interacțiuni frecvente cu regimurile comuniste și cetățenii aflați în țări cu regimuri totalitare.  Brzezinski cunoștea realitățile economice dure ale celor care trăiau în blocul răsăritean, în special criza permanentă de bunuri e larg consum, și că atașamentul lor față de Uniunea Sovietică era născută de condițiile istorice și nu dintr-o ideologie comună. Brzezinski a sugerat ispitirea acestor țări din punct de vedere economic și prin schimburi educaționale și culturale care ar face apel la intelectualitate, urmată de oferirea de avantaje regimurilor care prezintau semne de liberalizare sau mai puțin dependență de Moscova. Prin această abordare, Brzezinski „a oferit o alternativă realistă și evolutivă la retorica politică goală”. 
Henry Kissinger este considerat personajul care a introdus oficial Realpolitik  la Casa Albă în perioada în care  ca Secretar de Stat al președintelui SUA Richard Nixon În acest context, politica a însemnat tratarea cu alte națiuni puternice într-o manieră practică, mai degrabă decât pe baza doctrinei politice sau a eticii. Un  exemplu a fost abordarea diplomatică de către Nixon a relațiilor cu Republica Populară Chineză în ciuda opoziției americane față de comunism și a doctrinei anterioare a „îndiguirii”. Un alt exemplu este folosirea de către Kissinge a fost navetei diplomatice după încheierea războiului arabo-israelian din 1973, în timpul căreia el a reușit să îi convingă pe evrei să se retragă parțial din Peninsula Sinai ca răspuns la realitățile politice create de criza petrolului.  
Kissinger însuși a afirmat că nu a folosit niciodată termenul Realpolitik și a spus că acesta este folosit în politica externă atât de gânditorii liberali, cât și de cei realiști pentru a eticheta, critica și facilita alegerea taberelor. Kissinger a privit la abordările sale din perioada în care a fost Secretar de Stat și Consiler Național pentru Securitate nu ca aflate în limitele care ar face Realpolitik o politică standar, ci în termenii acțiunii unui adevărat om de stat. Această mentalitate politică poate fi văzută în cartea lui Kissinger A World Restored: Metternich, Castlereagh and the Problems of Peace 1812-1822, care este citată în lucrarea Realpolitik a istoricului John Bew. Kissinger avansează ideea conform rolul omului de stat este „capacitatea de a recunoaște relațiile reale ale forțelor și de a face ca această cunoaștere să servească scopurilor sale”. 
În acest context, se poate observa cum principiile Realpolitik pot influența politica americană, dar nu ca politică standard. Influența Realpolitik este întâlnită în schimb în politica pragmatică și flexibilă care schimbă funcție de situația de fapt. Acest mod de a face politică a putut fi văzut recent în administrația lui Barack Obama. Bew a remarcat această direcție a administrației Obama la Șeful de Personal al Casei Albe Rahm Emanuel care a remarcat într-un articol din  New York Times că toată lumea a vrut să îl plaseze pe preșerdinte în contrast cu idealismul și realismul, dar „dacă trebuie să îl pui într-o categorie, el este mult mai probabil realpolitid, precum Bush 41 [...] Trebuie să fii cu sânge rece cu privire la propriile interesele ale națiunii tale”.
Realpolitik se deosebește de politica ideologică prin faptul că nu este dictată de un set fix de reguli, ci tinde să fie orientată spre obiective, limitată doar de exigențele practice. Deoarece Realpolitik este direcționată către mijloacele cele mai practice de asigurare a intereselor naționale, aceasta pot duce adesea la compromiterea principiilor ideologice. De exemplu, în timpul Războiului Rece, SUA au sprijinit de multe ori regimuri autoritariste, suspectate de violări ale drepturilor omului, pentru asigurarea, cel puțin la nivel teoretic, interesul superior al stabilității regionale. Această practică a continuat și după încheierea Războiului Rece.
Cel mai recent, fostul ambasador Dennis Ross a susținut această abordare a politicii externe în cartea sa din 2007, Statecraft: And How to Restore America's Standing in the World. În scopul evidențierii  de contrast și discuției despre tipul ideal, ideologul politic ar tinde să favorizeze principiul față de alte considerente. Astfel de indivizi sau grupuri pot respinge compromisurile pe care le consideră abandonarea idealurilor lor și, prin urmare, pot sacrifica câștigul politic în favoarea respectării unor principii pe care cred că sunt de bază pentru obiectivele pe termen lung.

### China
China are o tradiție „realistă” lungă de mii de ani. Numită uneori „legalism”, spiritul conținutului său poate fi recunoscut de europeni prin intemediul cunoscutei lucrări Arta războiului. Organizarea administrativă chineză a influențat practicile administrative occidentale încă din secolul al XII-lea, jucând un rol semnificativ în dezvoltarea statului modern, inclusiv prin utilizare examenelor de promovare.
Începând cu Perioada Primăverilor și Toamnelor] (771–476/403 î.Hr), moda reformatorilor „realiști” a fost adoptată pentru asigurarea intereselor materiale ale statelor lor. În această perioadă a fost fondat primul Imperiu Chinez de către Qin Shi Huang. Teoria politică dezvoltată în acestă perioadă, inclusiv aceea a confucianismului, avea să influențeze toate dinastiile care au urmat.
În Perioada Primăverilor și Toamnelor, filozofia dominantă declarase războiul ca pe o activitate de cavaleri. Comandanții militari erau instruiți să respecte în luptă regulile pe care le considerau dumnezeiești. De exemplu, când moanrhul Xiang din statul Song a luptat împotriva statului Chu, el a refuzat să se folosească de posibilitatea declanșării unui atac îmotriva forțelor inamice în timp ce acestea traversau un fluviu. 
Împăratul Qin nu a respectat această tradiție militară, profitând de orice slăbiciune a inamicilor săi. 

### Singapore
„ Guvernul PAP s-a străduit să-și prezinte principiile meritocrației și pragmatismului ca pe o alternativă viabilă la democrația liberală și la competiția multipartidă, uneori prin extragerea dintr-o noțiune înșelătoare a valorilor confuciene și a culturii asiatice, pentru a construi ziduri ideologice – precum „democrația asiatică” – împotriva criticile aduse așa-numitului occident liberal. Punând pe seama meritocrației și pragmatismului crearea condițiilor potrivite pentru succesul economic, guvernul PAP a reușit nu numai să își justifice deficitul democratic (liberal), ci și să producă resurse ideologice și o structură de autorizare pentru menținerea unui regim dominant cu singur partid. În termeni „pragmatici”, succesul economic considerabil al lui Singaporelui este o justificare suficientă pentru mijloacele sale autoritare ”— Kenneth Paul Tan ,  "The Ideology of Pragmatism: Neo-liberal Globalisation and Political Authoritarianism in Singapore"
Kenneth Paul Tan de la Lee Kuan Yew School of Public Policy, „Chua Beng Huat (1997) a susținut că retorica pragmatismului din Singapore are o natură ideologică și hegemonică, adoptată și diseminată în sfera publică de guvernul Partidului Acțiunea Populară (PAP) și instituționalizată în întregul stat în toate funcțiile sale administrative, de planificare și elaborare de politici. Se sugerează că, descriindu-se în mod periculos ca fiind pragmatic, statul din Singapore își deghizează de fapt activitatea ideologică și natura politică printr-o susținere a absenței ideologiei și politicii. Chan Heng Chee (1975) a descris anterior Singapore ca un „stat administrativ” depolitizat, unde ideologia și politica au fost înlocuite triumfal cu moduri raționale și științifice ale administrației publice”.

## Vezi și
- Monopolul violenței
- Weltpolitik